# Al-Badżur
Al-Badżur (arab. الباجور) – miasto w muhafazie Al-Minufijja w północnej części Egiptu, na północny zachód od Kairu. W 2006 roku liczyło ok. 41 tys. mieszkańców.
Na terenie miasta znajdują się stanowiska archeologiczne.